# Джордан Белфорт
Джордан Росс Белфорт (англ. Jordan Ross Belfort, нар. 9 липня 1962 року в Бронксі, Нью-Йорк, США) — американський оратор-мотиватор і колишній брокер. Був засуджений за шахрайство, пов'язане з маніпуляцією ринком цінних паперів і організацією торгівлі дешевими акціями, за які він провів 22 місяці у в'язниці.

## Раннє життя
Белфорт народився в єврейській родині в Бронксі. Його батьки Макс і Лія Белфорт були бухгалтерами; пізніше мати стала юристом. Джордан Белфорт ріс в Бейсайді, в Квінсі. Він закінчив Американський університет у Вашингтоні за фахом біологія. Також він деякий час навчався в Балтиморському коледжі стоматологічної хірургії. Белфорт кинув коледж після заяви декана про те, що «золота доба» стоматології пройшла і що тепер це не те місце, де можна легко заробити багато грошей.

## Кар'єра
Белфорт почав свою кар'єру брокером в L.F. Rothschild.
У 1990-х роках він заснував брокерську фірму Stratton Oakmont через франшизу Stratton Securities, а пізніше викупив частку засновника. Його компанія займалася продажем дешевих акцій по телефону, яка переконувала інвесторів укладати шахрайські операції. У ці роки Белфорт вів дозвільний спосіб життя, віддаючись великій кількості вечірок, а також потрапив в залежність від метаквалону. Stratton Oakmont мала в штаті більше тисячі співробітників, проводила фінансові операції із загальним оборотом понад мільярд доларів, включаючи IPO взуттєвої компанії Стіва Меддена. Слава фірми, яка служила мішенню для правоохоронних органів в кінці 1990-х, була джерелом натхнення для фільму 2000 року Boiler Room і фільму 2013 року The Wolf of Wall Street.
Комісар з цінних паперів штату Алабама Джозеф Борг сформував цільову групу, яка привела до переслідування Stratton Oakmont, після того як його офіс був затоплений скаргами на брокерські послуги.
Белфорт був засуджений в 1998 році за шахрайство і відмивання грошей. Після співпраці з ФБР він провів 22 місяці у в'язниці, що призвело до втрат його інвесторів в розмірі близько 200 мільйонів доларів. Белфорт був засуджений до виплати $110,4 мільйонів, які він обманом отримав від своїх клієнтів. У в'язниці він познайомився з Томмі Чонгом, який подав ідею записати історію свого життя і опублікувати спогади. Після звільнення вони продовжують підтримувати дружні відносини.
За відомостями федеральних  прокурорів Белфорт не зміг виправдати компенсаційні вимоги його вироку за 2003 рік. Той ухвалював йому виплачувати половину своїх доходів як реституції 1513 обдуреним клієнтам. З $11,6 мільйона, які були повернуті жертвам діяльності Белфорт, $10,4 мільйона були отримані від продажу майна. Постанова суду стосується повної суми в 110 мільйонів доларів.
У жовтні 2013 року федеральні прокурори подали скаргу, що Белфорт, який отримав дохід в розмірі $1 767 203 від публікації двох своїх книг і продажу прав на зйомку кіно на додаток до $24 000 мотиваційних семінарів з 2007 року, сплатив на користь компенсації тільки $243 000 за останні чотири роки. В даний час[коли?] влада не бере Белфорта під варту в разі порушення платежів, але залишається незрозумілим термін, до якого весь борг повинен бути погашений.

## Особисте життя
Керуючи Stratton Oakmont, Белфорт і його перша дружина Деніз Ломбардо розлучилися. Пізніше він одружився з Надін Каріді, британською моделлю Bay Ridge(Brooklyn), яку він зустрів на вечірці. У них народилося двоє дітей: дочка Чендлер та син Картер Джеймс. Зрештою Белфорт і Каріді розлучилися після її заяв про домашнє насильство, а також його проблем з наркоманією та зрадами. Вони розлучилися в 2005 році. Белфорт є завзятим тенісистом.
Белфорт був останнім власником розкішної яхти NADINE, яка спочатку була побудована для Коко Шанель у 1961 році. Яхту перейменували на честь Каріді. У червні 1996 року яхта затонула біля східного узбережжя Сардинії, і водолази з підрозділу спецназу ВМС Італії COMSUBIN врятували всіх, хто був на борту судна. Белфорт сказав, що це він наполягав на виході в море під час сильного вітру всупереч пораді свого капітана, що призвело до затоплення судна, коли хвилі розбили люк передньої палуби . 
Восени 2021 року хакер викрав цифрові токени на 300 000 доларів із криптовалютного гаманця Белфорта.